# Chemotroof
Een chemotroof organisme is een autotroof of heterotroof organisme dat de benodigde energie verkrijgt door oxidatie van chemische verbindingen oftewel chemosynthese. Deze verbindingen kunnen organisch of anorganisch zijn. Er zijn ook fototrofe organismen, die hun energie door fotosynthese uit licht halen.
De naamgeving stamt uit het Grieks. Chemo betekent "chemisch" en trophe betekent "voeding". Autos betekent "zelf" en heteros staat voor "andere".

Een stroomschema waarmee men kan bepalen of een soort autotroof, heterotroof of een subtype is

Chemotrofe organismen die geheel of gedeeltelijk leven van organische verbindingen worden chemoheterotroof, chemo-organotroof, of organotroof genoemd en die leven van anorganische verbindingen chemoautotroof, chemolithotroof, lithotroof of chemo-litho-autotroof .

## Chemoautotroof
Chemoautotrofe (of chemotrofisch autotrofe) organismen, die hun energie door chemische reacties uit anorganische verbindingen verkrijgen, maken alle benodigde organische verbindingen uit kooldioxide. De meeste zijn bacteriën of archaea, die onder extreme omstandigheden leven. Wetenschappers geloven dat deze organismen als eersten de aarde koloniseerden en als bijproduct zuurstof leverden.

Chemoautotrofe organismen kunnen in vier groepen worden ingedeeld:
- methanogenen,
- halofielen,
- zwavelreduceerders en
- thermoacidofielen.

Voorbeelden van chemoautotrofe organismen en chemoautotrofe omzettingen:

- hydrogenotrofe bacteriën, zoals die van het geslacht Ralstonia:
Waterstof + zuurstof + kooldioxide wordt door chemosynthese omgezet in water en CH2O¹): CO2 + 3 H2 + O2 → CH2O + 3 H2O
- zwavelreduceerders, zoals de bacterie Thiobacillus thiooxidans:
zwavelwaterstof + zuurstof + kooldioxide wordt door de diwaterstofsulfide chemosynthese omgezet in zwavel, water en CH2O¹): CO2 + O2 + 4H2S→CH2O+ 4S + 3H2O
- sulfaatreducerende bacteriën, zoals die van het geslacht Desulfovibrio:
Waterstof + zwavelzuur + zuurstof + kooldioxide wordt door chemosynthese omgezet in diwaterstofsulfide, water en CH2O¹): CO2 + 6 H2 + H2SO4 → CH2O + H2S + 5 H2O
- nitraat- en nitrietreducerende bacteriën
¹) noot: CH2O (koolhydraat) wordt als voedsel voor de opbouw van het organisme gebruikt. De hier aangegeven verbinding CH2O staat eigenlijk voor alle koolhydraten.

## Chemoheterotroof
Chemoheterotrofe (of chemotrofisch heterotrofe) organismen moeten organische bouwstenen, die ze zelf niet kunnen aanmaken, opnemen. De meeste van deze organismen verkrijgen hun energie uit glucose.
Voorbeelden van chemoorganotrofe organismen en chemoorganotrofe omzettingen:

- Melkzuurbacteriën:
Melksuiker (Lactose) in melkzuur:
C12H22O11 + H2O → 4 C3H6O3
- Dieren, mens, vele bacteriën:
Druivensuiker (Glucose) + zuurstof in kooldioxide + water:
C6H12O6 + 6 O2 → 6 CO2 + 6 H2O
- sommige denitrificerende bacteriën die nitraat omzetten in stikstof
2 NO3− + 10e− + 2 H+ + 10 {H} → N2 + 6 H2O.
- bacteriën uit het geslacht Rhizobium zetten stikstof uit de lucht door stikstoffixatie om in nitraat. Hierbij gebruiken ze de door de plant aangemaakte koolhydraten als organische energiebron.
N2 + 8H+ + 8e− → 2 NH3 + H2

## Overzicht
| Energiebron     | Licht                   | foto-  |         |         | -troof |
| Energiebron     | Licht & redoxreactie    | mixo-  |         |         | -troof |
| Energiebron     | Redoxreactie            | chemo- |         |         | -troof |
| Elektronendonor | Organische verbinding   |        | organo- |         | -troof |
| Elektronendonor | Anorganische verbinding |        | litho-  |         | -troof |
| Koolstofbron    | Organische verbinding   |        |         | hetero- | -troof |
| Koolstofbron    | Anorganische verbinding |        |         | auto-   | -troof |

anoxygene fotosynthese · caroteen · carotenoïde · bladgroenkorrel · chloroplast · bladgroen · chlorofyl · fotosynthese · fotosynthetisch pigment · thylakoïde · xanthofyl
Archaeplastida · algen · blauwalgen · Elysia chlorotica
fotoautotroof · fototroof
lichtreacties · fotosysteem I · fotosysteem II · fotolyse van water · Calvincyclus · redoxreactie · rubisco
Jan Baptista van Helmont · Jan Ingenhousz · Joseph Priestley · Theodor Wilhelm Engelmann · Melvin Calvin